# Ángel Ocaña Pérez
Ángel Ocaña Pérez (Granada, 7 de juny de 1960) és un ciclista espanyol, ja retirat, que fou professional entre 1982 i 1990. El seu principal èxit l'aconseguí el 1988, en guanyar una etapa de la Volta a Espanya.

## Palmarès
- 1979
  - 1r a la Volta a Toledo
- 1980
  - Vencedor d'una etapa a la Volta da Ascensión
- 1982
  - Vencedor d'una etapa a la Volta a Catalunya
  - Vencedor d'una etapa a la Volta a Cantàbria
- 1985
  - 1r al Memorial Manuel Galera
  - Vencedor d'una etapa a la Volta a Castella i Lleó
- 1986
  - Vencedor d'una etapa a la Volta a Astúries
  - Vencedor d'una etapa a la Volta a La Rioja
  - 1r al GP Cuprosan
- 1988
  - Vencedor d'una etapa a la Volta a Espanya
- 1989
  - Vencedor d'una etapa a la Volta a Portugal
  - Vencedor d'una etapa a la Volta als Tres Cantos

### Resultats al Tour de França
- 1987. Abandona (11a etapa)

### Resultats a la Volta a Espanya
- 1983. Abandona
- 1984. Abandona
- 1988. 33è de la classificació general
- 1989. 11è de la classificació general
- 1990. Abandona